# 大和たきみ
大和 たきみ（やまと たきみ、1月7日 - ）は、徳島県を中心に活動しているフリーアナウンサー。徳島県徳島市出身。

## 経歴
徳島県徳島市出身。1999年4月よりエフエム徳島の「SMILE MORNING」に出演している。
2015年4月よりSMILE MORNINGの終了に伴い後継番組「TOKUSHIMA MORNING LIVE Compass」の木曜日を継続して担当。

## 現在の担当番組
- TOKUSHIMA MORNING LIVE Compass　－金曜日担当

## 過去の担当番組
- SMILE MORNING
- やまとたきみのホップ・ステップ・ショップ
- HAPPY LIFE
- ラジオ遊山箱（T-Cross月曜日内）